# Композиция IX
«Композиция IX» (фр. Composition IX) — абстрактная картина русского художника Василия Кандинского, написанная в 1936 году и хранящаяся в Национальном центре искусства и культуры Жоржа Помпиду Государственного музея современного искусства в Париже, Франция. «Композиция IX» — единственная картина Кандинского, попавшая при его жизни во французский музей.

## Описание
Обосновавшись в Нейи-сюр-Сен с 1934 года, Василий Кандинский создавал большие композиции, в которых он развивал свой репертуар форм, разработанных в Баухаусе. После тринадцати лет отсутствия композиций (предыдущая, «Композиция VIII», датируется 1923 годом), Кандинский возвращается к этой теме. Первоначально озаглавленная «L’Un et l’Autre», она содержит множество мотивов, зачаточных форм, шахматных досок или геометрических фигур, которые контрастируют со смелым утверждением цветных диагоналей.
В новой работе, выполненной в Париже, художник находится под влиянием, даже если он это отрицает, сюрреализма, в частности работ Жоана Миро: в этой картине видны биоморфные формы. Для создания этой картины Кандинскому понадобился лишь предварительный эскиз. Для полотна характерен ряд диагональных цветных полос, образующих фоновую плоскость некоторых геометрических и биоморфных элементов, напоминающих планктон и подводные микроорганизмы.
В статье, опубликованной в датском журнале «Konkretion» в 1935 году, Кандинский описывает ощущение, которое он намеревался передать такими компонентами картины. Картина словно показывает «изнутри» всего, что можно увидеть невооружённым глазом, позволяя нам увидеть «пульс вещей всеми органами чувств». «Здесь разум, сознательность, интенциональность, оперативность играют преобладающую роль просто, не расчет, а чувство всегда побеждает» — писал позже Кандинский о своей работе.